# Califado de Socoto
O Califado de Socoto foi um dos mais poderosos impérios na África subsaariana antes da conquista e colonização europeia. Fundado durante a jiade fula no início dos anos 1800, o califado perdurou até 1906, após uma campanha das forças britânicas que começou em 1900, com a declaração do Protetorado do Norte da Nigéria.

## Declínio e queda
O império começou a cair sob a pressão do colonialismo europeu que destruiu modelos comerciais tradicionais e armou estados vizinhos. Em 1903 tanto o Socoto como Cano foram saqueados e o império caiu, sendo dividido entre os franceses e os britânicos.